# Parken (speedwaybana)
Carl Wahren Arena är en speedwaybana utanför Hallstavik i Norrtälje kommun, Sverige. Den är hemmabana för det allsvenska laget Rospiggarna. Banan hette tidigare "Orionparken" men efter splittringen mellan Rospiggarna och MK Orion döptes banan om. I Parken finns även en 80cc-bana och en BMX-bana. 

## Banan i siffror
- Mått: Banan är 289 meter lång och har en kurvradie på 26,5 meter. Kurvbredden är 16 meter.
- Mått 80cc-banan: 150 meter lång.
- Banrekord: 55,0 sekunder, Joonas Kylmäkorpi, 8 juni 2004
- Övrigt: Strålkastarbelysning existerar.